# M/S Baltic Kristina
M/S Baltic Kristina är en bil- och passagerar färja som byggdes 1973 vid Wärtsilä, Åbo, Finland. Fartyget har ägts av ett flertal rederier, senast av Riga Sea Line som lät henne trafikera linjen Stockholm - Riga. Efter att rederiet gått i konkurs hösten 2005 övertogs fartyget av Rigas frihamn, som har henne upplagd i Riga. 
Fartyget sattes in i trafik för Estline den 30 oktober 1997 mellan Stockholm-Tallinn. Ett år senare gick färjan över den Finska viken med 273 passagerare och 110 besättningsman i mycket hårt väder med stormbyar upp till 35 meter pr sekund. Färjans bogparti skadades då hon har fått en nedbuktning i däcket mellan visiret och rampen och skador i relingen och skyddet runt fören. Dock så ledde inte incidenten till förlisning när varningssystemet visade att bogvisiret var skadat så drog kaptenen ner på farten och de kunde fortsätta in till hamn, gick sedan på varv för reparation.

## Tekniska data
Längd: 128,02 m Bredd: 22,05 m
Djupgående: 5,92 m Antal passagerare/bäddar/bilar: 548/433/359